# Slavoška
Slavoška (bis 1927 slowakisch „Malá Slaboška“ oder „Malá Slavoška“; deutsch Kleinslawsdorf oder Kleinslabosch, ungarisch Kisszabos – bis 1907 Kisszlabos) ist eine Gemeinde im Osten der Slowakei mit 139 Einwohnern (Stand 31. Dezember 2024), die zum Okres Rožňava, einem Teil des Košický kraj, gehört und in der traditionellen Landschaft Gemer liegt.

## Geographie
Die Gemeinde befindet sich im Bergland Revúcka vrchovina im Slowakischen Erzgebirge, auf einer Terrasse im Tal des Hankovský potok, einem linken Zufluss des Štítnik im Einzugsgebiet der Slaná. Das Ortszentrum liegt auf einer Höhe von 430 m n.m. und ist 22 Kilometer von Rožňava entfernt.
Nachbargemeinden sind Brdárka im Norden, Kobeliarovo im Nordosten, Koceľovce im Osten und Süden, Markuška im Westen und Hanková im Nordwesten.

## Geschichte
Slavoška wurde zum ersten Mal 1563 als Zlauozka schriftlich erwähnt, weitere historische Bezeichnungen sind unter anderen Zlauozka (1566), Kiss Slaboska oder Pusta Slaboska (1686) und Mala Slabosska (1773). Das Dorf wurde als Nachfolger des mittelalterlichen Dorfes Vyšehrad (erstmals 1427 erwähnt) nach walachischem Recht gegründet und war zuerst Besitz des Geschlechts Bebek aus Štítnik, ab dem 17. Jahrhundert lag es in der Herrschaft der Burg Krásna Hôrka. 1566 gab es hier drei Porta, wegen türkischer Überfälle blieb Slavoška bis 1599 nur ein Weiler. 1773 wohnten hier 32 leibeigene Bauern- und sechs Untermieterfamilien, 1828 zählte man 30 Häuser und 345 Einwohner, die als Fuhrmänner, Hirten, Landwirte und Teppichweber beschäftigt waren.
Bis 1918/1919 gehörte der im Komitat Gemer und Kleinhont liegende Ort zum Königreich Ungarn und kam danach zur Tschechoslowakei beziehungsweise heute Slowakei.

## Bevölkerung
| Jahr                | 1994 | 2004    | 2014    | 2024    |
| ------------------- | ---- | ------- | ------- | ------- |
| Anzahl der Personen | 130  | 123     | 132     | 139     |
| Unterschied         |      | −5,38 % | +7,31 % | +5,30 % |

| Jahr                | 2023 | 2024    |
| ------------------- | ---- | ------- |
| Anzahl der Personen | 135  | 139     |
| Unterschied         |      | +2,96 % |

Nach der Volkszählung 2011 wohnten in Slavoška 131 Einwohner, davon 129 Slowaken sowie jeweils ein Russine und Tscheche.
88 Einwohner bekannten sich zur Evangelischen Kirche A. B., vier Einwohner zur römisch-katholischen Kirche und zwei Einwohner zur griechisch-katholischen Kirche. 37 Einwohner waren konfessionslos.

## Baudenkmäler
- evangelische Kirche aus den Jahren 1856–60

## Verkehr
Nach Slavoška führt nur die Straße 3. Ordnung 3043 als Abzweig der vorbeiführenden Straße 3. Ordnung 3038 zwischen Roštár (Anschluss an die Straße 2. Ordnung 587) und Brdárka.